# NGC 5050
NGC 5050 ist eine linsenförmige Galaxie vom Hubble-Typ S0-a im Sternbild Jungfrau am Nordsternhimmel. Sie hat eine scheinbare Helligkeit von 13,8 mag und ist schätzungsweise 261 Millionen Lichtjahre von der Milchstraße entfernt.
Das Objekt wurde am 30. April 1864 von Albert Marth entdeckt.